# Тодор Живановић
Тодор Живановић (Лопатањ код Ваљева, 27. септембар 1927 — Београд, 20. јун 1978) био је српски и југословенски фудбалер. Играо је за Црвену звезду и државну репрезентацију.
Почео је да игра 1948. у Металцу из Ваљева, да би 1950. одиграо је за БСКу из Београда 11 првенствених утакмица и постигао два гола, Од 1951. до 1956. у дресу Црвене звезде одиграо је укупно 201 утакмицу (од тога 71 првенствену) и постигао 147 голова, освојивши три титуле државног првака: 1951, 1952/53, 1955/56.
Најбољи лигашки стрелац у првенству 1952/53 са 17 голова из 21 утакмице, које је постигао као вођа навале београдске Црвене звезде.
Одиграо је једну утакмицу за „Б“ екипу Југославије (1951) и пет за репрезентацију Југославије, за коју је постигао три гола. Дебитовао је 3. септембра 1950. против Шведске (2:1) у Стокхолм у, а последњу утакмицу одиграо је 22. новембра 1950. против Енглеске (2:2) у Лондону, на којој је и постигао један гол (други је био ауто-гол Комптона).